# 維爾登
維爾登（荷蘭語：Wierden）是荷蘭的一個市镇，位於荷蘭東部，在行政區劃上屬於上愛塞省。該市在每年夏季舉辦為期三天的音樂節。

## 外部連結
- 维基共享资源上的相關多媒體資源：維爾登
- 官方网站